# Seznam ruskih jezikoslovcev
Seznam ruskih jezikoslovcev in filologov.

## A
- Vasilij Abajev (1900 – 2001) (Osetinec)
- Aleksandr Afanasjev (1826 – 1871)
- E. Ja. Agajan
- T. A. Agapkina
- O. S. Ahmanova
- G. S. Ahvledania
- Konstantin Sergejevič Aksakov (1817 – 1860)
- Nikolaj D. Andrejev (1920 – 1997)
- Aleksandr Jevgenjevič Anikin (* 1952)
- Jurij Derenikovič Apresjan (1930 – 2024)
- Valentina Jurjevna Apresjan (* 196#?)
- E. Ja. Agajan
- Raisa Emolajevna Aronova
- Nina Davidovna Arutju︡nova (1923 – 2018)
- Nikolaj Ašmarin (1870 – 1933)
- Ruben Ivanovič Avanesov (1902 – 1982) (armenskega rodu)
- Valentin Avrorin (1907 – 1977)

## B
- Mihail Mihajlovič Bahtin (1895 – 1975)
- Jan Niecisław Baudouin de Courtenay (1845 – 1929)
- Aleksej Petrovič Barannikov (1890 – 1952)
- Anatolij Nikolajevič Baranov (eksperimentalni leksikograf)
- Stepan Grigorjevič Barhudarov (1894 – 1983)
- Fjodor Dmitrijevič Batjuškov (1857 – 1920) (filolog)
- Olga Vladislavovna Belova
- Ilja Nikolajevič Berezin (1818 – 1896)
- Samuil Borisovič Bernštejn (1911 – 1997)
- Mihail Bobrowski (slavist in orientalist, Vilnius, 19. stol.-Kopitarjev dopisnik)
- Pjotr Bogatirjov /Petr Bogatyrev (folklorist)
- Vladimir G. Bogoraz-Tan (1865 – 1936)
- Vasilij Aleksejevič Bogorodicki (1857 – 1941)
- Viktor Bondarenko
- Viktor Ivanovič Borkovski (1900 – 1982)
- Ruben Aleksandrovič Budagov (1910 – 2001)
- Jevgenij Fjodorovič Budde (1859 – 1929)
- Anton Semjonovič Budilovič (1846 – 1908)
- Leonid Arsenjevič Bulahovski (1888 – 1961) (Ukrajinec)
- Fjodor Ivanovič Buslajev (1818 – 1898)

## Č
- N. S. Čemodanov
- Pavel Jakovljevič Černih (1896 – 1970)
- Margarita Ivanovna Černiševa
- Grigorij Šalvovič Čhartišvili/Boris Akunin (* 1956)
- Arnold S. Čikobava (1898 – 1985) (Gruzinec)
- Dmitrij Ivanovič Čiževski (Tschiževskij) (literar./zgod.)
- Valerija Čurganova (1931 – 1998) (-Dybo)

## D
- Vladimir Ivanovič Dalj (Vladimir Dahl) (1801 – 1872)
- Deržavin
- Agnija Vasiljevna Desnicka(ja) (1912 – 1992)
- Igor Mihajlovič Djakonov (1914/5 – 1999)
- I. G. Dobrodomov
- Dmitrij Olegovič Dobrovoljski (* 1953)
- A(ha)ron Borisovič Dolgopolski (1930 – 2012)
- Petăr (Pjotr Danilovič) Draganov (1857 – 1928) (moldavski Bolgar/Gagauz?)
- Aleksandr D. Duličenko (* 1941)
- Anna Vladimirovna Dybo (* 1959)
- Vladimir Antonovič Dibo/Dybo (1931 – 2023)
- (Vasiljev in) Dolobko

## E
- Boris Mihajlovič Èjhenbaum (1886 – 1959) literarni zgod.
- Fjodor Ivanovič Erdman (Franc Erdman; Friedrich Franz Ludwig Erdmann) (1793 – 1862)

## F
- Aleksander Falilejev (indoevropski filolog)
- Natalja Aleksandrovna Fatejeva
- Timofej Dimitrijevič Florinski (1854 – 1919)
- Filip Fjodorovič Fortunatov (1848 – 1914)
- Aleksandr Arnoldovič Frejman (1879 – 1968)
- Revekka Markovna Frumkina (* 1931)

## G
- Vladimir Grigorʹevich Gak (1924 – 2004)
- Ivan Stepanovič Galkin (1930 – 2010)
- Tamaz Valerianovič Gamkrelidze (1929 – 2021), gruzinski jezikoslovec, predsednik Gruzinske akademije znanosti
- Mihail Leonovič Gasparov (1935 – 2005)
- Dimitrij Gerasimov (okoli 1465 - po 1535/36), bibliofil, filolog, diplomat, prevajalec (učenjak, bogoslovec)
- Aleksandr Gilferding (1831 – 1872)
- E. L. Ginzburg
- Marija Glovinskaja
- Mihail Viktorovič Gorbanevski (* 1953)
- Aleksander (1861 - 1933) in Ignatij Granat (1863 - 1941) (splošna leksikografa)
- Viktor Ivanovič Grigorovič (1815 – 1876) (slovanski filolog)
- Aleksandr Viktorovič Gura

## I
- Vladislav Ijič-Svitič (1934 – 1966)
- Aleksander Vasiljevič Isačenko (1910 – 1978)
- Valerij Vasiljevič Ivanov (1924 – 2005)
- Vjačeslav Ivanovič Ivanov (1866 – 1949) (filolog itd.)
- Vjačeslav Vsevolodovič Ivanov (1929 – 2017)

## J
- Nikolaj Mihajlovič Jadrincev (1842 – 1894) (turkolog)
- Roman Osipovič Jakobson (1896 – 1982)
- Andrej Viktorovič Jakovljev?
- Nikolaj Feofanovič Jakovljev (1892 – 1974)
- Tatjana Jakovljevna Jelizarenkova (1929 – 2007)

## K
- G. I. Kabakova
- Marija L. Kalenčuk (director of the V.V. Vinogradov Russian Language Institute of the Russian Academy of Sciences)
- Jurij Nikolajevič Karaulov (1935 – 2016)
- Sergej Osipovič Karcevski (1884 – 1955)
- Jefim Fjodorovič Karski (1861 – 1931)
- Tea Abramovna Katz (1889 – 1970)
- Aleksandr Kasimovič Kazem-Bek (Мирза Казем-Бек) (1802 – 1870)
- Jevgenij Florentovič Kirov
- Jurij Valentinovič Knorozov (1922 – 1999)
- Nikolaj P. Kolesnikov
- Tatjana Komarova
- Boris Kondratjev (esperanto)
- Aleksandr Mihajlovič Kondratov (1937 – 1993)
- Jelena Konicka (* 1950)
- Lev? Kopecki
- Marija N Koževnikova ?
- Vitalij Grigorjevič Kostomarov (1930 – 2020) (rektor Puškinovega inštituta za ruski jezik)
- Vadim Valerjanovič Kožinov (1930 – 2001) (filolog...)
- Ignatij Julijanovič Kračkovski (1883 – 1951)
- Irinа Аrkаdjеvnа Кrаjеvа (* 1958)
- Leonid Petrovič Krisin (* 1935)
- Roman Nikolajevič Krivko (* 1972)
- Ljubov Viktorovna Kurkina (* 1937)
- Galina Ivanovna Kustova
- Natalija Arnoldovna Kuzmina
- Aleksandr L. Kuznjecov ?
- Pjotr Savič Kuznjecov (1899 – 1968)
- Sergej Aleksandrovič Kuznjecov (* 1951)

## L
- Vladimir Ivanovič Lamanski (1833 – 1914) (zgodovinar, filolog, etnograf)
- Pjotr A. Lavrov (1856 – 1929)
- Ovakim Lazarev (Armenec)
- Jelena Mihajlovna Lazutkina
- Aleksej Aleksejevič Leontjev (1936 – 2004)
- E. E. Levkijevska
- Anatolij (Anatoly) Liberman (Анато́лий Си́монович Либерма́н) (* 1937)
- Dimitrij Sergejevič Lihačov (1906 – 1999)
- Maja Valentinovna Ljapon
- Boris Mihajlovič Ljapunov (1862 – 1943)
- Mihail Vasiljevič Lomonosov (1711 – 1765)
- Jurij Mihajlovič Lotman (1922 – 1993)
- A. M. Lukjanenko (Ukrajinec)
- A. S. Lvov
- M. R. Lvov

## M
- Irina (Dmitrijevna) Makarova Tominec
- Vikentij Vasiljevič Makušev (1837 – 1883)
- Nikolaj Jakovljevič Marr (1864/5 – 1934)
- V. V. Martinov
- N. V. Maslennikova (lit. zgod.)
- Zotik Nikolajevič Matvejev (1889 – 1938) (sinolog, japonolog) ?
- Nina Borisovna Mečkovska (* 1946)
- Igor Aleksandrovič Mel'čuk (* 1932) (judovsko-ukrajinsko-rusko-kanadski)
- N. A. Mel'čuk
- Jeleazar Mojsejevič Meletinski (1918 – 2005)
- Aleksandr S. Melničuk
- Elena Melnikova
- Ivan Ivanovič Meščaninov (1883 – 1967)
- Nikolaj Mihajlov (Nikolai Aleksandrovič Mikhailov) (1967 – 2010)
- Ivan Pavlovič Minajev /Minayeff (1840 – 1890) (indolog)
- Aleksandr Mihajlovič Moldovan (* 1951)
- Oleg Aleksejevič Mudrak (* 1962)

## N
- Anatolij Pavlovič Nepokupni (Kijev)
- S. E. Nikitina
- Tatjana Mihajlovna Nikolajeva (1933 – 2015)

## O
- Sergej Fjodorovič Oldenburg (1863 – 1934) (indolog, orientalist)
- Vladimir Emanuilovič Orjol (Владимир Эммануилович Орëл) (1952 – 2007)
- Sergej Ivanovič Ožegov (1900 – 1964)

## P
- Jelena Viktorovna Padučeva (1935 – 2019)
- Mihail Viktorovič Panov (1920 – 2001)
- Nestor Memnonovič Petrovski (1875 – 1921)
- V. J. Petruhin ??
- Anna Abramovna Pičhadze
- I. A. Pilščikov
- Ljudmila I. Pirogova
- A. A. Plotnikova
- Olga Sergejevna Plotnikova (* 1942)
- Vladimir Aleksandrovič Plungian (* 1960)
- Mihail Pokrovski (1869 – 1942)
- Jevgenij Dmitrijevič Polivanov (1891 – 1938)
- Zinaida Danilovna Popova (1929 – 2017)
- Nikolaj Nikolajevič Poppe (1897 – 1991) (rusko-ameriški)
- Oleksandr (Aleksandr Afanasjevič) Potebnja (1835 – 1891)
- Nikolaj Fjodorovič Preobraženski (1893 – 1970)
- Jurij Jevgenjevič Prohorov (* 1948)
- Sergej Gennadjevič Proskurin (* 1963)
- Tatjana Avenirovna Proskurjakova (1909 – 1985)

## R
- Vasiij Vasiljevič Radlov (1837 – 1918)
- Aleksander Aleksandrovič Reformatski (1900 – 1978)
- Rostislav Borisovič Ribakov (1938 – 2019)
- George de Roerich (Jurij Nikolajevič Rerih) (1902 – 1960) (Tibetolog)
- Viktor Romanovič Rozen (1849 – 1908)

## S
- Aleksandr Nikolajevič Samojlovič (1880 – 1938)
- Dmitrij Mihajlovič Savinov (* 1975)
- Lidija Ivanovna Sazonova (* 1947) (lit. zgod.)
- I. A. Sedakova ??
- Vasilij Mihajlovič Severgin (1765 – 1826) (klasični filolog)
- V. B. Silina
- N. A. Sljusarjeva
- Aleksandr Ivanovič Smirnicki
- Meletij Gerasimovič Smotricki (~1578 – 1633)
- Polina Arkadjevna Soboljeva (r. Langman) (1925)
- Aleksej Ivanovič Sobolevski (1856 – 1929)
- Sergej Ivanovič Sobolevski (1864 – 1963) (klasični filolog)
- Izmail Ivanovič Sreznjevski (1812 – 1880)
- Vsevolod Sreznjevski (1869 – 1936)
- Sergej Anatoljevič Starostin (1953 – 2005)
- Jurij Sergejevič Stepanov (1930 – 2022)
- Vasilij Vasiljevič Struve (1889 – 1965)
- Adam Jevgenjevič Suprun (1928 – 1999)
- Ilarion Svjencicki (1876 – 1956) (Ukrajina - Lviv)

## Š
- Nikolaj Maksimovič Šacki (1922 – 2005)
- Aleksej Aleksandrovič Šahmatov (1864 – 1920)
- Anatolij Janovič Šajkevič
- Sebastian Shaumyan (Šaumjan) (1916 – 2007) (armensko-sovjetsko-ameriški)
- Vjačeslav Nikolajevič Ščepkin (1863 – 1920) (staroslovanski filolog)
- Lev Vladimirovič Ščerba (1880 – 1944)
- Fjodor Ippolitovič Ščerbatskoj /F. Th. Stcherbatsky (1866 – 1942) (indolog)
- Jurij Volodymyrovyč Ševelʹov (George Y. Shevelov) (1908 – 2002) (ukrajinsko-ameriški filolog, jezikoslovec itd.)
- Vladimir Fjodorovič Šišmarjov/-rev/ (1874 – 1957) (romanski filolog)
- Aleksej Dmitrijevič Šmeljov /-lev/ (* 1957)
- R. O. Šor
- D. N. Šumakov

## T
- Borys Tkačenko (1899 – 1937) (Ukrajina)
- Orest B. Tkačenko (1925 – 2021) (Ukrajina)
- Svetlana Mihajlovna Tolsta(ja) (* 1938)
- Ivan Ivanovič Tolstoj (1880 – 1954)
- Nikita Iljič Tolstoj (1923 – 1996)
- Boris V. Tomaševski (1890 – 1857)
- Vladimir Nikolajevič Toporov (1928 – 2005)
- Raisa Trostanska(ja)
- Oleg Nikolajevič Trubačov (1930 – 2002)
- Nikolaj Sergejevič Trubeckoj (1890 – 1938)
- Boris Aleksandrovič Turajev (1868 – 1920) (orientalist)

## U
- Esper Esperovič Uhtomski? (Эспер Эсперович Ухтомский) (1861 – 1921)
- Boris Ottokar Unbegaun (Boris Genrihovič Unbegaun) (1898 – 1973) (rus.-nemški)
- Jelena Vladimirovna Urison
- V. V. Usačeva
- Boris Andrejevič Uspenski (* 1937)
- Fjodor Borisovič Uspenski (* 1970)
- Vladimir Andrejevič Uspenski (1930 – 2018)
- Dmitrij Nikolajevič Ušakov (1873 – 1942)
- E. S. Uzenjova ??

## V
- M. M. Valencova
- Žana Ž. Varbot
- Vasiljev (in Dolobko)
- N. V. Vasiljeva
- Stepan Vasiljevski (Ukrajinec)
- Max Vasmer (1886 – 1962)
- Jevgenij Mihajlovič Vereščagin (* 1939)
- Ljudmila Aleksejevna Verbicka(ja) (1936 – 2019)
- Aleksander Nikolajevič Veselovski (1838 – 1906) (literarni - filolog?)
- Aleksej Nikolajevič Veselovski (1843 – 1918) (literarni - filolog?)
- Nikolaj Ivanovič Veselovski (1848 – 1918) (orientalist)
- Viktor Vladimirovič Vinogradov (1895 – 1969)
- L. N. Vinogradova
- Grigorij Osipovič Vinokur (1886 – 1947)
- Valentin Nikolajevič Vološinov (1895 – 1936)
- Jurij Leonidovič Vorotnikov
- Aleksandr Hristoforovič Vostokov (von Ostenneck) (1781 – 1864)
- Ljudmila A. Vvedenska(ja)

## Z
- Karl Germanovič Zaleman (Karl Gustav Hermann Salemann) (1849/50 – 1916)
- An(n)a Andrejevna Zaliznjak (* 1959)
- Andrej Anatoljevič Zaliznjak (1935 – 2017)
- Dmitrij Zelenin (1878 – 1954)
- Anton V. Zimmerling
- Vladimir Andrejevič Zvegincev (1910 – 1988)

## Ž
- Viktor Maksimovič Žirmunski (1891 – 1971)
- Viktor Markovič Živov (1945 – 2013) (rusko-ameriški)
- Valentin Aleksejevič Žukovski (1858 – 1918)
- Anatolij Fjodorovič Žuravljov (* 1949) (urednik Etimološkega slovarja slovanskih jezikov za Olegom Trubačovom)